# 粉底

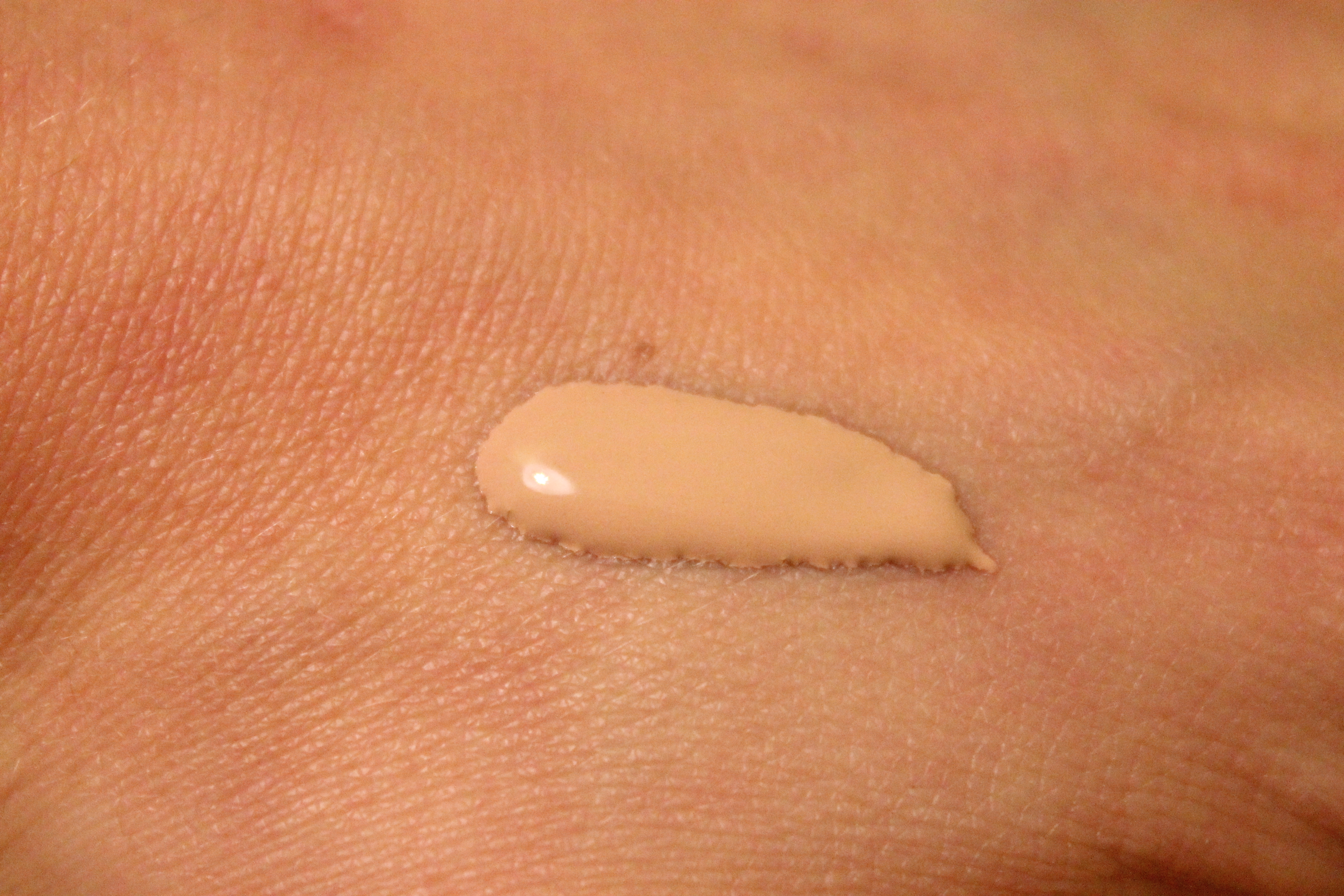
已被涂至肌肤上的粉底

粉底，是化妝品的一種。主要會用在脸部和颈部。功用是均勻用者的膚色，让面部看起来更加魅力，亦能在被攝影的時候反光的程度減低。
另外亦能使其他化籹品更貼服在臉上，亦就是它稱為"粉底"這個名字的緣故；以及略作修飾臉上瑕疵〈一般較大的瑕疵則會使用遮瑕膏，遮瑕膏一般在粉底之后使用〉。
常見的粉底有呈粉狀的、膏狀的，和呈液態的。而常見的膚色都會有相應顏色的粉底供消費者選購。

## 功能

### 美白
可選用對比色，如膚色偏紅，可使用偏綠色系的粉底，就可以達至看來美白的效果。

### 控油
部份粉底設計包含的化學成份有控油的效果，原理是把面上分泌的油脂吸走，使用者臉上的油光減少。

### 防曬
有部份粉底亦包含防曬功能，一般會有防曬系數顯示。